# Ardenna creatopus
Ardenna creatopus е вид птица от семейство Procellariidae. Видът е световно застрашен, със статут Уязвим.

## Разпространение
Видът е разпространен в Канада, Колумбия, Коста Рика, Мексико, Никарагуа, Перу, Салвадор, САЩ и Чили.